# Jiraiya
Jiraiya (自来也) er en fiktiv figur i manga- og anime-serien Naruto og er en noget speciel ninja, ikke alene fordi han er en af De Legendariske Tre Sannin, men også fordi han siden sin barndom har haft en stor fascination af det modsatte køn, hvilket oftest har bragt ham i store vanskeligheder, som da han blev grebet af Tsunade, hans tidligere holdkammerat, i at lure på pigerne på et kursted ved nogle varme kilder, hvor hun skadede ham dødeligt med sin umenneskelige styrke. Dette var den ene gang af i alt to gange, Jiraiya har været i alvorlig livsfare, hvor den anden gang skyldtes Uzumaki Naruto (hans seneste elev) og den nihalede Kyuubi fanget i kroppen på Naruto. 
Efter den Tredje Hokages død, ønskede de ældre i landsbyen Konoha, at udnævne Jiraiya til Hokage, da der ikke var andre i hans rang-gruppe, udover den onde Orochimaru (som tidligere var hans holdkammerat, men nu var blevet en afhopper pga. sine ulovlige menneske-eksperimenter og derfor en eftersøgt kriminel) og den stærke medicin-ninja Tsunade (som havde forladt Konoha, for at prøve sin lykke som gambler – dog uden nogen form for held – og for at glemme tabet af sine kære og drikke smerten ved at føle sig utilstrækkelig væk). Jiraiya er en livsnyder, som udover sine skriblerier ynder at drikke Sake mens han opvartes af smukke kvinder, og ønskede derfor ikke at får det enorme ansvar, det er, at være Hokage. Dette førte til, at Jiraiya og Uzumaki Naruto fik en mission om at lokalisere Tsunade og overtale hende til at vende tilbage til Konoha med alle mulige metoder, så Jiraiya kunne fortsætte arbejdet på sine erotiske kærlighedsnoveller Icha Icha (イチャイチャ Icha Icha). Jiraiya er også kendt blandt de yngre ninjaer og især hos Uzumaki Naruto som Ero-Sennin (pervese eremit). 

Inden Naruto Shippuuden afsnittene er der et spring i seriens handling på ca. 2,5 år, hvor Naruto og Jiraiya rejser rundt i verden og træner, samt prøver at finde informationer om Akatsuki og Orochimaru.

## Baggrund
I sin ungdom fandt Jiraiya Myouboku-bjerget, paddernes hjemsted, hvor han indgik blods ed med padderne samt lærte deres Jutsu (ninja teknik). Den store Pade Sage (lederen af padderne og den viseste af dem) havde forudset Jiraiyas ankomst og kom med en forudsigelse om, at Jiraiya ville blive en verdensomrejsende pervers mand uden sammenligning, samt at han en dag ville få en lærling, som ville have muligheden for enten at bringe fred eller kaos i verden. Hvordan dette ville udforme sig, ville være op til Jiraiya.
Senere kæmpede Jiraiya, i en krig med Regn-ninjaerne, sammen med Orochimaru og Tsunade, hvor de endte med at tabe til lederen af Regn-landsbyen, Hanzou, som dog lod dem alle leve på den betingelse, at de tog navnet ”Sannin”. På vej hjem fra Regn-landet stødte de tre Sannins på tre forældreløse Regn-børn, Nagato, Konan og Yahiko, som Jiraiya tog yderst stor interesse i. Han blev hos børnene mens de to andre drog hjem til Konoha og han brugte de følgende tre år på at træne dem. Jiraiya lærte drengen Nagato at holde Rinneganen, en legendarisk Doujutsu, og de to fik et tæt forhold.
Da Jiraiya vendte tilbage til Konoha var mange ting forandret, dog brugte han det første stykke tid som en loyal Konoha Soldat, indtil han en dag opdagede Orochimarus forbrydelser. Selvom de to var venner og holdkammerater, ville Orochimaru ikke lytte til Jiraiya og det endte med en kamp mellem de to i en af udkanterne af Konoha. Det lykkedes Orochimaru at flygte, hvilket efterlod Jiraiya, som en klogere mand. Kort efter Orochimarus flugt, forlod Jiraiya tjenesten som ninja for sin hjemby (Konoha), men til forskel for andre afstikkere, som normalt bliver stemplet som eftersøgte kriminelle, fik han lov til at rejse, som tak for hans tro tjeneste. Herefter var livet for Jiraiya simpelt; han blev en erotisk novelleforfatter og brugte det meste af sin tid med at udspionere badende piger ved de omkringliggende kursteder og varme kilder for at finde inspiration til sine bøger Icha Icha, som Kakashi Hatake er en stor fan af. 
Dog selvom Jiraiya forlod Konoha under den anledning af, at han skulle skrive, er det senere blevet opdaget, at hans udspionering af badende kvinder mere eller mindre bare har været tidsfordriv, mens hans egentlige intention var, at lokalisere og holde øje med Orochimaru. Det var under disse omstændigheder, at Jiraiya opdagede organisationen Akatsuki og selv efter Orochimaru forlod denne organisation, blev Jiraiya ved med at holde styr på deres bevægelser.
En dag, under Jiraiyas "bog-research" ved et kursted, stødte han på en ung dreng, Uzumaki Naruto, og hans midlertidige lærer, Ebisu, hvor sidstnævnte endte med at fornærme Jiraiya, som førte til en kort kamp, med Jiraiya som vinderen. Dette fik drengen Naruto til at forlange kompensation, siden Jiraiya nu havde gjort hans træner ude af stand til at undervise ham. Jiraiya endte med at sige god for dette forslag og det var på denne måde at Naruto lærte at kontrollere sin Chakra og Jiraiya opdagede ubalancen i den Fjerde Hokages forsejling på Narutos mave, forskyldt af Orochimaru. Jirayia ophævede det Fem Elements Sejl, som Orochimaru havde givet Naruto og sørgede derved for, at Kyuubien fanget indeni Naruto ikke slap ud.
Jiraiya fik med tilladelse af Kakashi Hatake (Narutos normale holdleder og mester) lov til at træne Naruto og formidlede derigennem kontakten mellem Naruto og padderne, som endte med at Naruto indgik en blods ed med dem, præcist som Jiraiya selv havde gjort da han var yngre.